# 泥棒猫ヒナコの事件簿 あなたの恋人、強奪します。
『泥棒猫ヒナコの事件簿 あなたの恋人、強奪します。』（どろぼうねこヒナコのじけんぼ あなたのこいびと ごうだつします）は、永嶋恵美による日本の小説。「泥棒猫ヒナコの事件簿」シリーズ第1作目となる。
徳間書店発行の月刊小説誌『問題小説』に2005年3月号から2006年8月号まで掲載され、2010年11月に徳間文庫として刊行された。その後長く欠品が続いていたが、TSUTAYAの「復刊プロデュース文庫」プロジェクトとして、2017年6月に徳間文庫（新装版）が刊行された。
DVをするようになった彼氏、人のものを何でもほしがる友人に取られた彼氏、大嘘つきのダメ男など、様々な恋愛トラブルを「泥棒猫」と呼ばれる皆実雛子（ヒナコ）が「強奪」という手段で鮮やかに解決していく姿を描いた6篇が収録されている。
2024年4月から6月まで朝日放送テレビの「ドラマL」枠で本作品をはじめとした「泥棒猫ヒナコの事件簿」シリーズを原作としたドラマが放送された。

## あらすじ
皆実雛子（ヒナコ）は「泥棒猫派遣業」・オフィスCATに勤務する、「泥棒猫」と呼ばれる成功率100%の強奪屋。さまざまな状況で男女関係に悩む女性の依頼を受け、合法的に男性を「強奪」する業務をしている。
そんな時、不動産屋勤務の女性・早川梨沙はささいなことをきっかけに同棲中の嫉妬深い彼氏・伊藤英之に暴力を振るわれ続けて精神的・身体的に追い詰められていた。そして、携帯サイトの掲示板に「あなたの恋人、友だちのカレシ強奪して差し上げます。」という広告を見つけ、誰でもいいから助けてほしいという思いで梨沙はオフィスCATに電話する。
雛子から指定された待ち合わせ場所の渋谷駅には、電話で聞いたとおりの奇抜な装いの雛子がいた。英之に対して身の危険を感じている梨沙は雛子にすぐに着手してほしいと依頼する。
雛子はそのまま外見や雰囲気を一変して、梨沙とともに英之のところに現れ、彼の嗜好どおりの言動で、英之を虜にしていく。その後も雛子は英之の側にそのまま居着いて、行動をすべて監視し、すぐ包丁を振り回すなどして恐怖を感じさせた。しかも、梨沙に連絡を取れば雛子にそのまま筒抜けと思わせ、英之に梨沙のもとを去らせる。
その後、雛子と友人のような関係となった梨沙は、業務に必要な安いワンルームマンションの斡旋などを雛子から頼まれ、何かと協力をしていく。その後も雛子たちは引き続いて「恋人と穏便に別れたい」など悩める女性の依頼を受け、オフィスCATの業務に精力的に務めていく。

## 登場人物

### 主要人物
皆実雛子（みなみ ひなこ）
オフィスCAT勤務。成功率100%の強奪屋で「泥棒猫」とも呼ばれている。
依頼者と待ち合わせる時は赤いセルフレームの眼鏡に、髪型は三つ編みのお下げが3本という目立つ格好となる。
普段は野暮な恰好だが、依頼を受けるとターゲットを強奪するために、どんな女性にもなりきる。
篠原楓（しのはら かえで）
オフィスCATの見習いのアルバイト。最初は依頼人だったが、雛子から誘われて一緒に働き始める。
「カッコーの巣の中で」では竹田緑、「マイ・フェア・マウス」では海老根雪緒の依頼を担当している。
音楽大学ピアノ科1年の時に乗り合わせた路線バスの事故で右手の中指に障害が残り、ピアニストを諦めている。

### 泥棒猫貸します
テレビドラマ第1話の原作。
早川梨沙（はやかわ りさ）
25歳。依頼人。不動産屋勤務。彼氏・英之のDVに悩んでいる時にオフィスCATの広告を見つけて彼氏の強奪を依頼する。
その後は雛子の仲の良い友人となり、安いマンションの斡旋やオフィスCATへの取り次ぎなど何かと手助けをしている。
伊東英之（いとう ひでゆき）
21歳。大学生。梨沙の彼氏。梨沙の勤務する不動産屋に客としてやって来たことが知り合うきっかけ。
別れ話をきっかけに、梨沙に理不尽に暴力を振るうようになり、四六時中監視して梨沙を精神的に追い込んでいる。

### 九官鳥にご用心
テレビドラマ第6話の原作。 
須藤茜（すどう あかね）
26歳。依頼人。高校時代の同級生の隆志と偶然再会して付き合っている。清美と隆志を別れさせてほしいと依頼する。
※『泥棒猫ヒナコの事件簿 別れの夜には猫がいる。』でも登場している。
浜名隆志（はまな たかし）
茜の彼氏。清美に知られないように注意していたが、清美に気付かれ、取られてしまう。
川原清美（かわはら きよみ）
26歳。茜の友人。茜のものを何でも欲しがり、化粧や髪型、服や小物、習い事まで茜の真似をして、しかも茜よりも垢抜ける。

### カッコーの巣の中で
竹田緑（たけだ みどり）
小学5年生。スズキハナコと名乗る。父・英則を離婚させてほしいと依頼する。篠原楓が担当。
竹田英則（たけだ ひでのり）
46歳。緑の父親。緑が小学1年生の時に高速道路での玉突き事故で妻を亡くし、自身も重傷を負っている。
事故後、勤務していた会社を休職を経て退職し、自宅療養をしながら起業した会社が業績拡大している。
竹田節子（たけだ せつこ）
46歳。緑の継母。英則とは高校時代の同級生。料理が上手で緑のことは細やかに面倒を見てくれている。
知らない男性の車に同乗していたのを見かけたことや様子がおかしいことから、緑が浮気を疑っている。

### カワウソは二度死ぬ
辻堂美咲（つじどう みさき）
24歳。依頼人。病気がちで入退院を繰り返していた母親の代わりに姉の知花がずっと美咲の面倒を見てくれた。
辻堂知花（つじどう ともか）
29歳。美咲にとっては自慢の姉だが、付き合うのは絵に描いたような「ダメ男」ばかりなのが、美咲には不思議でならない。
川田拓也（かわだ たくや）
24歳。大嘘つきの最低男。通称「カワウソ」。仕事もせずにぶらぶらしている。女癖も悪い。
琴美（ことみ）
美咲の親友。カワウソに二股かけられているのが分かって別れている。

### マイ・フェア・マウス
テレビドラマ第4話・第5話の原作。 
海老根雪緒（えびね ゆきお）
27歳。ファミレスのウエイトレス。男性と間違われないために普段は「海老根ユキ」と名乗っている。
薫の母からの要求に耐えかねて、彼氏・薫の強奪を依頼。篠原楓が薬学部の学生を装って薫に接触するが、失敗する。
成瀬薫（なるせ かおる）
20歳。医大2年生。一浪している時に雪緒と出会い、離島や僻地の診療所をやるのが夢と雪緒に話して励ましてもらって以来付き合っている。
薫の母
雪緒に会いに来て雪緒の過去の仕事を引き合いに出すなどして、薫と離れるために引っ越すことを要求し、手切れ金100万円を持参している。

### 鳥かごを揺らす手
テレビドラマ第4話・第5話の原作。 
藤井柚奈（ふじい ゆうな）
福島県の県立高校の新入生の女子。父親と祖母の3人暮らしだった。妊娠した継母が産むのをやめると父と話しているのを聞いて家出する。
柚奈の父
祖母が亡くなって間もなく28歳の女性と再婚している。その後勤務していた会社が倒産して再就職が難航している。
白石昇（しらいし のぼる）
27歳。柚奈が東京で携帯サイトを通じて出会った優しそうな男性。柚奈を自宅で泊めている。
浅沼陽子（あさぬま ようこ）
家裁の調査官。雛子とともに柚奈を白石から救い出し、柚奈の自宅まで送り届けてくれる。「オフィスCATの依頼者第1号は私」と話す。
※『泥棒猫ヒナコの事件簿 別れの夜には猫がいる。』でも登場している。

## 書誌情報
- 永嶋 恵美（著）『泥棒猫ヒナコの事件簿 あなたの恋人、強奪します。』（2010年11月5日発売[4]、徳間文庫、ISBN 978-4-19-893259-6）
- 永嶋 恵美（著）『泥棒猫ヒナコの事件簿 あなたの恋人、強奪します。』〈新装版〉（2017年6月2日発売[1]、徳間文庫、ISBN 978-4-19-894340-0）

## テレビドラマ
2024年4月14日から6月16日まで朝日放送テレビの「ドラマL」枠で『あなたの恋人、強奪します。』のタイトルで放送された。主演は武田玲奈。

### あらすじ（テレビドラマ）
皆実雛子（ヒナコ）は、もつれきった男女関係に悩む女性の依頼を受け、合法的に男性を「強奪」する探偵事務所・オフィスCATの社長。依頼達成率100%の探偵で、依頼を受けるとターゲットの男性を自分に惚れさせるために容姿や性格を自在に相手好みに合わせ、社員で相棒の浅沼陽介とも連携してターゲットの男性を強奪している。
そんな時、不動産屋勤務の女性・早川梨沙はささいなことをきっかけに同棲中の嫉妬深い彼氏・伊藤英之に暴力を振るわれ続けて精神的・身体的に追い詰められていた。
英之から逃げ出し、夜の街で絶望的な気持ちで見たネットの掲示板に「あなたの恋人、強奪して差し上げます。」という広告を見つけ、藁にもすがる思いで梨沙はオフィスCATにやって来て英之の強奪を依頼する。梨沙は野暮な恰好の雛子を見て不安になるが、雛子は梨沙から提供されたSNSの情報を元に英之の趣味や嗜好を的確に分析していく。
そして、英之のところに梨沙と共に現れた雛子は外見や雰囲気を一変し、英之の嗜好どおりにボディタッチを交えながら言葉巧みに英之を虜にしていく。その後も雛子は英之の側にそのまま居着いて、英之が梨沙にしたのと同じように行動をすべて監視し、すぐキレるなどして恐怖を感じさせた。しかも、梨沙に連絡を取れば雛子にそのまま筒抜けと思わせ、今回の依頼は完了する。
その後、オフィスCATで働くことになった梨沙も加わり、雛子たちは「恋人と穏便に別れたい」、「何らかの目的をもって他のカップルを別れさせたい」など、悩める女性の依頼を受け、特定の男性を合法的に強奪することによって解決していく。

### キャスト

#### 主要人物（キャスト）
皆実雛子（みなみ ひなこ）
演 - 武田玲奈
オフィスCATの社長。恋愛トラブルを「強奪」という形で解決していく探偵。「泥棒猫」と呼ばれ、強奪率は100%。
普段は野暮な恰好だが、依頼を受けるとターゲットとなった男性を自分に惚れさせるために容姿や人柄を変幻自在に操る。
浅沼陽介（あさぬま ようすけ）
演 - 渡邊圭祐
オフィスCATの社員。ヒナコの相棒で切れ者の便利屋。法律にもインターネットにも強い。司法浪人中。原作には登場しない。
早川梨沙（はやかわ りさ）
演 - 渡邉美穂
不動産営業の女性。彼氏のDVに悩んでいる時に、オフィスCATの広告を見つけて、「暴力を振るう彼氏を強奪してほしい」と依頼をする。
その後、男を見る目を養いたいからと頼み込む形で、オフィスCATのスタッフとして働くようになる。

#### 周辺人物
リンカ
演 - 竹内由恵
オフィスCATの創設者。雛子と一緒に勤務していたが、4年前の事件に巻き込まれ、行方不明になっている。原作には登場しない。
古宮（こみや）
演 - 村田秀亮（とろサーモン）
週刊誌記者。オフィスCATの周りを嗅ぎ回り、調査・取材をする。原作には登場しない。

#### ゲスト

##### 第1話
原作 - 『泥棒猫ヒナコの事件簿 あなたの恋人、強奪します。』（泥棒猫貸します）
伊藤英之
演 - 駒木根葵汰（第7話）
梨沙の彼氏。梨沙に別れ話をされたことをきっかけに暴力をふるいだし、肉体的・精神的に追い込んでいる。
弁護士
演 - 松永有紘
梨沙の大学の同級生。梨沙から英之のことを相談されるが、余計なことに巻き込むなとメッセージをブロックしてしまう。

##### 第2話
原作 - 『泥棒猫ヒナコの事件簿 別れの夜には猫がいる。』（夜啼鳥と青い鳥）
春日小夜子
演 - 穂志もえか（第3話）
恵泉総合病院の看護師。職場の同僚である医師の彼氏・杉原が別れてくれないため、悩んだ末に雛子に強奪を依頼する。
杉原悠介
演 - 猪塚健太（第3話）
医師。女癖が悪くすぐに女性看護師に手を出す。小夜子の彼氏で副師長・由紀恵の元彼。
鈴木由紀恵
演 - 山田キヌヲ（第3話）
副師長。小夜子の憧れの上司。看護師たちを厳しく指導しながらも、元彼の杉原に近づく後輩看護師を辞めさせるという噂がある。
竹野真一
演 - 小林大斗（第3話）
小夜子がこっそり会っていた元彼。
看護師
演 - 杉本希花（第3話）
小夜子の同僚の看護師。

##### 第3話
医師
演 - 依田哲哉
悠介の同僚の医師。

##### 第4話
原作 - 『泥棒猫ヒナコの事件簿 あなたの恋人、強奪します。』（鳥かごを揺らす手）、（マイ・フェア・マウス）         
藤井柚奈
演 - 星乃夢奈（第5話）
家出少女。福島から一人で上京し、ネットで知り合った白石の家に泊まり込む。
白石昇
演 - 篠田諒（第5話）
「謎の泊め男」。家族を失い一人で豪邸住まいをしている。
ポエム売りの男
演 - 栗原類
4年前の女性連れ去り事件の犯人の目撃情報を持つ。原作には登場しない。
成瀬
演 - 遠藤健慎
議員の息子。雪緒の恋人。雛子の指名で梨沙が強奪を担当する。
雪緒
演 - 日比美思
成瀬の母親が手切れ金として渡してきた100万円で彼氏の強奪を依頼する。
会社員
演 - 湯澤俊典
駅前で座っている柚奈に一緒にカラオケでも行かないか、と声をかける。

##### 第6話
原作 - 『泥棒猫ヒナコの事件簿 あなたの恋人、強奪します。』（九官鳥にご用心）         
須藤茜（すどう あかね）
演 - 三原羽衣
依頼人。職場の同僚・清美に自尊心を傷つけられ、彼氏の隆志を取られてしまう。
浜名隆志（はまな たかし）
演 - 久遠親
茜の彼氏。魔法少女になり隊（ましょ隊）の火寺バジルのオタク。
川原清美（かわはら きよみ）
演 - 山﨑空（AKB48）
茜の職場の同期で同僚。茜に憧れており、メイクやファッションも茜の真似をする。
職場の同僚
演 - 三好藤紀、新家真
茜たちの職場の男性社員。
魔法少女になり隊
演 - 本人

##### 第7話
原作 -『泥棒猫ヒナコの事件簿 別れの夜には猫がいる。』（烏の鳴かぬ夜はあれど）（第8話）         
テレシータ
演 - ガウ（第8話、最終話〈写真〉）
依頼人のフィリピン人女性。日本で暮らし始めて12年になる。離婚調停中。
緒方義之（おがた よしゆき）
演 - 松澤匠（第8話）
テレシータの夫。 テレシータに罵詈雑言を浴びせ暴力を振るう。
緒方宗介（おがた そうすけ）
演 - 中村羽叶（第8話、最終話〈写真〉）
テレシータたちの小学生の息子。義之に連れ去られる。
緒方君江（おがた きみえ）
演 - 宮田早苗（第8話、最終話〈写真〉）
義之の母。宗介の世話を任せっきりにされている。
編集長
演 - 竹井亮介（第8話）
古宮の上司。雛子たちのネタを追うよう、古宮に指示する。
調停委員
演 - 岡安泰樹（第8話）、水月圭（第8話）
テレシータたちの離婚調停の調停委員。
家裁の調査官
演 - 村尾珠果（第8話）
弁護士
演 - 木村巴秋（第8話）
緒方宗介が雇った弁護士。
真田
演 - 中嶋祥太
カフェ「びいの」店長。
小原、七瀬
演 - 希咲美奈、野宮凛
カフェ「びいの」店員。

##### 第9話
原作 - 『泥棒猫ヒナコの事件簿 あなたの恋人、強奪します。』（カワウソは二度死ぬ）、泥棒猫ヒナコの事件簿 別れの夜には猫がいる。』（別れの夜には猫がいる。）
川田拓也
演 - 山本浩司（最終話）
通称カワウソ。連続女性連れ去り事件の犯人と思われる男。
篠原楓
演 - 尾碕真花（最終話）
依頼人。私といると、彼のためにならないと恋人・陽介の強奪依頼をする。
ピアニストを目指していたが、怪我で断念している。そのリハビリ中に病院で陽介と知り合った。
工場長
演 - メガマスミ（劇団鹿殺し）
以前、川田が勤めていた印刷工場の工場長。川田が勤務していた時、殺傷能力のある劇物を盗んでいると話す。
工場の従業員
演 - 川﨑美千江

### スタッフ
- 原作 - 永嶋恵美「泥棒猫ヒナコの事件簿」シリーズ（徳間文庫）[20]

『泥棒猫ヒナコの事件簿 あなたの恋人、強奪します。』
『泥棒猫ヒナコの事件簿 別れの夜には猫がいる。』
『泥棒猫ヒナコの事件簿 泥棒猫リターンズ』
- 脚本 - 我人祥太、花田麻衣子[20]
- 監督 - 本田隆一、牧野将、松﨑亮磨[20]
- 主題歌 - パスピエ「SAYONARA　HEAVEN」（NEHAN RECORDS）[44]
- 音楽 - 牧戸太郎[20]
- プロデューサー - 寺川真未、堀尾星矢、栃原紫帆、玉江唯（UNITED PRODUCTIONS）
- 制作プロダクション - UNITED PRODUCTIONS[20]
- 制作著作 - 朝日放送テレビ

### 放送日程
※ 放送日は製作局・朝日放送テレビ基準。
| 話数   | 放送日  | サブタイトル                                         | 脚本       | 監督     |
| ------ | ------- | ---------------------------------------------------- | ---------- | -------- |
| 第1話  | 4月14日 | DV彼氏、強奪させていただきます。                     | 我人祥太   | 本田隆一 |
| 第2話  | 4月21日 | クズ医者彼氏、強奪します。                           | 花田麻衣子 | 牧野将   |
| 第3話  | 4月28日 | 院内ドロ沼三角関係の結末                             | 花田麻衣子 | 牧野将   |
| 第4話  | 5月05日 | 家出少女に迫る危険な影… 豪邸に住む泊め男の歪んだ愛情 | 我人祥太   | 本田隆一 |
| 第5話  | 5月12日 | 泊め男、強奪します。                                 | 我人祥太   | 本田隆一 |
| 第6話  | 5月19日 | 何もかも奪っていく、私のなりすまし                   | 花田麻衣子 | 松﨑亮磨 |
| 第7話  | 5月26日 | ドロ沼親権争い クズ夫、強奪します。                  | 我人祥太   | 牧野将   |
| 第8話  | 6月02日 | クズ夫と親権のＷ強奪作戦の結末                       | 我人祥太   | 牧野将   |
| 第9話  | 6月09日 | 優しい恋人、強奪します。ターゲットは相棒             | 我人祥太   | 本田隆一 |
| 最終話 | 6月16日 | 決死の強奪作戦!死にたがる彼女を救いたい              | 我人祥太   | 本田隆一 |

### 放送局
| 放送期間                | 放送時間                     | 放送局         | 対象地域   | 備考       |
| ----------------------- | ---------------------------- | -------------- | ---------- | ---------- |
| 2024年4月14日 - 6月16日 | 日曜 2:30 - 3:00（土曜深夜） | テレビ朝日     | 関東広域圏 | 先行ネット |
|                         | 日曜 23:55 - 翌0:25          | 朝日放送テレビ | 近畿広域圏 | 製作局     |
| 2024年4月26日 - 6月28日 | 金曜 1:50 - 2:20（木曜深夜） | 岩手朝日テレビ | 岩手県     |            |
| 2024年4月28日 - 6月30日 | 日曜 1:02 - 1:32（土曜深夜） | 九州朝日放送   | 福岡県     |            |
|                         | 日曜 1:00 - 1:30（土曜深夜） | 鹿児島放送     | 鹿児島県   |            |

#### ネット配信
| 配信開始月 | 配信サイト | 配信料金     | 備考                                 |
| ---------- | ---------- | ------------ | ------------------------------------ |
| 2024年4月  | TVer       | 広告付き無料 | 朝日放送テレビでの放送後、見逃し配信 |
| 2024年4月  | ABEMA      | 広告付き無料 | 朝日放送テレビでの放送後、見逃し配信 |

| 朝日放送テレビ ドラマL                                 | 朝日放送テレビ ドラマL                                 | 朝日放送テレビ ドラマL                          |
| 前番組                                                 | 番組名                                                 | 次番組                                          |
| ------------------------------------------------------ | ------------------------------------------------------ | ----------------------------------------------- |
| セレブ男子は手に負えません （2024年1月21日 - 3月24日） | あなたの恋人、強奪します。 （2024年4月14日 - 6月16日） | シュガードッグライフ （2024年8月4日 - 9月29日） |